# Aldealseñor
Aldealseñor – gmina w Hiszpanii, w prowincji Soria, w Kastylii i León, o powierzchni 9,29 km². W 2011 roku gmina liczyła 43 mieszkańców.